# Мадан (Монтанська область)
Мада́н (болг. Мадан) — село в Монтанській області Болгарії. Входить до складу общини Бойчиновці.

## Населення
За даними перепису населення 2011 року у селі проживали 756 осіб.
Національний склад населення села:
| Національність   | Кількість осіб | Відсоток |
| ---------------- | -------------- | -------- |
| болгари          | 594            | 80,6%    |
| цигани           | 141            | 19,1%    |
| інша             | 0              | 0%       |
| Всього відповіли | 737            |          |

Розподіл населення за віком у 2011 році:
Динаміка населення: